# Leistenstraße 2–8
Leistenstraße 2–8 est l'adresse de quatre immeubles d'habitation protégés de Wurtzbourg, dans le quartier de Steinbachtal. Les bâtiments furent construits dans les années 1890 dans le style de l'historicisme.

## Géographie
Leistenstraße se situe entre Nikolausberg avec la Käppele au sud et les vignobles de l'Innere Leiste au nord, qui s'élèvent derrière les maisons avec un nombre pair jusqu'à la forteresse de Marienberg.

## Histoire
En août 1895, le Ludwigsbrücke est ouvert à la circulation sur le Main. En conséquence, la Leistenstraße est créée. Dans cette rue et dans la Mergentheimer Strasse, un certain nombre d'immeubles d'habitation sont construits sur la rive ouest du Main. Sur la base de la loi bavaroise sur la protection du patrimoine culturel du 1er octobre 1973, 14 immeubles d'habitation de grande qualité de cette zone sont inscrits sur la liste des monuments bavarois. Au XXe siècle, le Nikolausberg au sud de Leistenstrasse voit la construction de villas et de maisons d'associations étudiantes.

## Bâtiments
Les quatre maisons de la Leistenstrasse 2-8 sur le côté nord sont, comme les cinq immeubles d'appartements également répertoriés en face (numéros 1 à 9), chacune avec des bâtiments à toit en croupe de trois étages dans le style de l'historicisme. Ils sont construits de 1896 à 1899. Les balcons ont des balustrades en fer forgé.
- Leistenstraße 2 : Le bâtiment érigé en 1896 dans le style néo-Renaissance a un oriel au centre et une maçonnerie en plâtre. La façade avec huit axes de fenêtre est minutieusement structurée avec de la pierre de taille.
- Leistenstraße 4 : Le bâtiment est construit en 1896. La façade à six axes est caractérisée par l'avant-corps avec des gables et des balcons en saillie. La maçonnerie en plâtre comporte également des éléments en pierre de taille.
- Leistenstraße 6: Le bâtiment, construit en 1896, a une maçonnerie de briques rouges avec une structure en pierre de taille et également un gable. Cependant, il est caractérisé par une tour d'angle avec un oignon.
- Leistenstrasse 8 : Le bâtiment est construit en 1898. Les saillies d'angle de la façade à sept axes portent des balcons, mais sont plates et moins prononcées. La maçonnerie en plâtre est structurée avec de la pierre.